# أعيان الشيعة
أعيانُ الشيعة موسوعة عربية إسلامية شيعية بدء بتأليفها محسن الأمين العاملي وأنهاها أبنه حسن الأمين  المتوفى سنة 1371 هـ ق ترجم فيها للكثير من كبار الشيعة وأعلامها مع بحث دراسة مفصلة لحياة الأئمة.

## موضوع الموسوعة
موسوعة أعيان الشيعة دائرة معارف شيعية كبري ترجم فيها المؤلف لكبار الشيعة وأعلامها من الصدر الأوّل للإسلام إلى ما قبل عصر المؤلف من الصحابة والتابعين وتابعي التابعين والعلماء من الرواة والمحدثين والقرّاء والمفسرين والفقهاء والحكماء والمتكلمين والمنطقيين والرياضيين والنحويين والصرفيين واللغويين والبيانيين والنسابين والأطباء والشعراء والأدباء والعرفاء والوعاظ والملوك والوزراء والأمراء.
هو الكتاب الذي يعد من حسنات العصر الحاضر شرع في طبعه من سنة 1354 و إلى الآن خرج منه عدة مجلدات ضخام نرجو من فضله تعالى تسهيل إتمامه لمؤلفه السيد محسن الأمين العاملي نزيل دمشق الشام.

## محتوى الموسوعة
الملاحظ من الفهارس المعتمدة في الموسوعة أنّها تضمّنت ترجمة لما يقارب 12000 ألف شخصية من أعيان الشيعة ورجالاتها. خصص المجلد الأوّل إلى إواسط المجلد الثاني منها لاستعراض حياة النبي والسيدة فاطمة الزهراء والأئمة ؛ فيما خصص القسم الباقي من الموسوعة لترجمة حياة أعيان الشيعة في شتّى القرون وفي جميع العلوم والمعارف والحرف والفنون و...

## الملاحظات المسجّلة على الموسوعة
- سجّل بعض الباحثين والمحققين مجموعة من الملاحظات والإشكالات على الموسوعة، من قبيل:

| - اتساع نطاق البحث والافتقار إلى الشمولية. - عدم الدقّة في الاقتباس والنقل - إدراج المستدركات ضمن المتن - أخطاء مطبعية - تغيير المعلومات مع الافتقار للتحديث اليومي - الإفتقار للتناسق في المحتويات - الخلط بين بعض المداخل والشخصيّات - تعمّد السيد الاختصار وقلّة المعلومة أحيانا - عدم وجود الدقة والتناسق بين صدر المعلومة المقتبسة وذيلها | - الافتقار إلى التشكيلات والعلامات الإعرابية للشواهد الشعرية والنصوص المعتمدة مما تقتضي الضرورة وجوده - اختلاط تعليقات السيد الأمين بالنصوص المقتسبة - عدم الدقّة في إحصاء المداخل - الترجمة لشخصيات غير شيعية - عدم توازن البيانات - إدراج الحواشي والتعليقات ضمن متن الموسوعة - افتقار الموسوعة إلى ضبط الإرجاعات - تكرر بعض المداخل - عدم الضبط في الترتيب الألفبائي | - نقص المعلومة أحيانا - عدم الارجاع إلى المصادر الأصلية والمستندات - عدم الدقة في تدوين المعلومة أحياناً - تضارب المعلومات أحياناً - عدم ضبط أسماء بعض الأعلام - ترجمة النصوص الفارسية - حذف بعض المعلومات من قبل المؤلّف من دون إشارة إلى مواقع الحذف - ترجمة لشخصيات شيعية غير صالحة - عدم ضبط الآيات. |

## مستدرك أعيان الشيعة
بعد رحيل المؤلّف قام ابنه السيد حسن الأمين باستدراك ما فات وصنّف كتاب مستدرك أعيان الشيعة الذي قال في فيه: «كان من طريقة والدي في كتابه (أعيان الشيعة) أن لا يترجم للأحياء، وبعد وفاته سنة 1371 توفي الكثيرون من الأعيان الذين يجب أن يُترجم لهم، وكنت بعد وفاته قد تتبعت أسماء بعض من توفّوا بعده أو فاتته ترجمتهم وأعددت لهم تراجم نُشرت تحت عنوان مستدرك أعيان الشيعة».

## التراجم
قام أكثر من باحث بترجمة أجزاء من أعيان الشيعة منها ترجمة القسم الخاص بسيرة الأئمة إلى الفارسية تحت عنوان «سيرة معصومان» بقلم علي حجتي كرماني.

## الطبعات
صدرت الطبعة الأولى لأعيان الشيعة كما ذكر صاحب الذريعة آقا بزرك الطهراني سنة 1354هـ ق. وصدرت أيضاٌ سنة 1403هـ ق/ 1983م عن دار التعارف للمطبوعات في بيروت تحت إشراف السيد حسن الأمين.

## أنظر أِيضا
- طبقات أعلام الشيعة
- أسد الغابة في معرفة الصحابة